# Heka (Manyoni)
Heka ist ein Verwaltungsbezirk (englisch Ward) des Distrikts Manyoni in der tansanischen Region Singida.

## Geografie
Heka ist ein Bezirk im nördlichen Zentralteil von Tansania etwa 45 Kilometer Luftlinie südlich der Distrikthauptstadt Manyoni. Bei der Volkszählung 2022 lebten 11.129 Menschen in 2171 Haushalten auf einer Fläche von 414 Quadratkilometern.
Der Bezirk grenzt im Westen und im Nordwesten an den Distrikt Itigi und sonst an vier Bezirke des Distrikts Manyoni:
| Ipande   | Chikola                                     |        |
| Kitaraka | Kompassrose, die auf Nachbargemeinden zeigt | Majiri |
|          | Sasilo                                      | Nkonko |

## Gliederung
Der Bezirk besteht aus drei Gemeinden (swahili Mtaa) mit zehn Orten (Kitongoji):
| Heka Azimio - Mejengo - Heka Kati - Chidamsulu - Igonjaa | Mazuchii - Mazuchii - Chiguru Chipande - Mapela | Chikombo - Chikombo Kati - Mkondoa - Chemchem |

## Infrastruktur
- Gesundheit: In der Gemeinde Chikombo liegt eine staatliche Apotheke.[7]
- Bildung: Die Heka Secondary School ist eine staatliche weiterführende Schule, die Tages- und Internatsschüler bis zur 4. stufe ausbildet.[8]